# Liste von Untersuchungsausschüssen des Landtags des Saarlandes
Die Liste von Parlamentarischen Untersuchungsausschüssen des Landtags des Saarlands erfasst die Untersuchungsausschüsse, die der Landtag des Saarlandes seit 1947 eingesetzt hat.

## 1. Wahlperiode (1947–1952)
In der ersten Wahlperiode wurden folgende Untersuchungsausschüsse beschlossen, jedoch nicht eingesetzt:
1. „Vorfälle bei den Besitzveränderungen in saarl. Kinos“
2. „Häuserniederlegungen im Zuge der Neuordnung der Grenzgemeinden“
3. „Überprüfung eines angebl. verfassungswidrigen Inhalts in der ‚Neue Zeit‘“
4. „Überprüfung versch. Vorkommnisse bei der Postverwaltung, Veterinärverwaltung und der Straßenbauverwaltung“[1]

## 2./3. Wahlperiode (1952–1961)
1. Untersuchungsausschuss „IV Bergbau“ zur Überprüfung der Gründe, die zur Auflösung des Industrieverbandes Bergbau geführt haben[2]
2. Untersuchungsausschuss „Amt für Preisbildung“ [5.6], Eingesetzt am 27. Januar 1955 à 36. Plenarsitzung (27. Januar 1955)[3]
3. Untersuchungsausschuss „Saarländischer Rundfunk“ [5.7], Eingesetzt am 17. Januar 1956 à 3. Plenarsitzung (17. Januar 1956)[4]

Nicht eingesetzt wurde der „Untersuchungsausschuss gegen die Abgeordneten Kratz u. Schwertner“ sowie der „Untersuchungsausschuss Schwertner“.

## 4. Wahlperiode (1961–1965)
1. Untersuchungsausschuss „Grubenunglück Jägersfreude und Luisenthal“ zur Prüfung der Umstände, die zu dem Unglück in der Grube Jägersfreude am 22. August 1961 führten[5]
2. Untersuchungsausschuss „Finanzgericht“[6]

Nicht eingesetzt wurde der Untersuchungsausschuss „Personalüberprüfung beim Landesamt für Verfassungsschutz u. beim Landeskriminalamt“.

## 5. Wahlperiode (1965–1970)
1. Untersuchungsausschuss „Straßenbauverwaltung“ zur Prüfung von Vorwürfen gegen Bedienstete des Staatlichen Straßenbauamtes[7]

## 6. Wahlperiode (1970–1975)
1. Untersuchungsausschuss „Saar-Bau-Union I“ zur Rolle der Landesregierung bzw. deren Vertreter bei dem drohenden Zusammenbruch der Saar-Bau-Union AG und der damit verbundenen Gefährdung von rund 700 Arbeitsplätzen[8]

## 7. Wahlperiode (1975–1980)
1. Untersuchungsausschuss „Saar-Bau-Union II“[9]
2. Untersuchungsausschuss „Landeskrankenhaus Homburg“ zur Art und Umfang von Nebentätigkeiten der Bediensteten der Universitätskliniken im Landeskrankenhaus Homburg, Verwendung von Haushalts- und Drittmitteln, Verstoß der Kassenärztlichen Vereinigung des Saarlandes gegen rechtliche Bestimmungen[10]
3. Untersuchungsausschuss „Grubenunglück Ensdorf“ zur Untersuchung des Grubenunglücks der Grube Ensdorf am 24. November 1976[11]

## 8. Wahlperiode (1980–1985)
1. Untersuchungsausschuss „Grubenunglück Warndt“ zur Schlagwetterverpuffung in der Grube Warndt am 16. September 1980[12]
2. Untersuchungsausschuss „Sonderabfall“ zu Verstößen beim Betrieb der Altölverbrennungsanlage GEVA in Schiffweiler bzw. der Müllverbrennungsanlage Neunkirchen in Bezug auf die Entsorgung von Sonderabfällen[13]

## 9. Wahlperiode (1985–1990)
1. Untersuchungsausschuss „Abwasserverband Saar“ zu Verstößen gegen Ausschreibung, Vergabe und Abrechnung von Verträgen durch den Abwasserverband Saar[14]
2. Untersuchungsausschuss „Fischsterben“ zur Untersuchung der Ursachen des Fischsterbens in der Saar vom 26. Juli 1986[15]
3. Untersuchungsausschuss „Landratswahl Merzig“ zu Absprachen bzw. Stimmenkauf in Zusammenhang mit der Landratswahl Merzig vom 30. August 1986; Eingesetzt am 29. Oktober 1986[16]
4. Untersuchungsausschuss „Abwasserabgaben“ [„RENITEX“] zu Bestechungsvorwürfen im Zusammenhang mit dem Vollzug des Abwasserabgabengesetzes gegenüber der Firma Renitex GmbH[17]
5. Untersuchungsausschuss „Aquadrom“ zu Vorgängen um das Scheitern des Aquadrom-Projekts, finanzielle Zusagen der Stadt Saarbrücken[18]

## 10. Wahlperiode (1990–1994),
1. Untersuchungsausschuss „Biermann-Aufenthalt“ zur Aufklärung der Umstände in Zusammenhang mit der Unterbringung des ehemaligen Generaldirektors von Carl-Zeiss-Jena, Wolfgang Biermann und dessen Ehefrau im Hause des Wirtschaftsministers Hajo Hoffmann[19]
2. Untersuchungsausschuss „Steuervollzug im Saarland“ zur Gewährung von Steuerstundungen, Steuernachlässen und Steuerbefreiungen an Unternehmen im Saarland[20]
3. Untersuchungsausschuss „Zeithammer“ zur politischen Verantwortung für eventuelle negative Auswirkungen auf Tourismus und Weltkulturerbe im Saarland in Zusammenhang mit der Tätigkeit von Franz Zeithammer[21]
4. Untersuchungsausschuss „Studierendenwohnheime“ zur Finanzierung von Studierendenwohnheimen im Saarland, öffentliche Förderung, bauliche Zustände. Ein Abschlussbericht wurde nicht vorgelegt.[22]

## 12. Wahlperiode (1999–2004)
1. Untersuchungsausschuss „Arbeitsgerichtsbarkeit“ zur politischen Einflussnahme der Landesregierung auf die saarländische Arbeitsgerichtsbarkeit[23]
2. Untersuchungsausschuss „Steuervollzug“ zur möglichen politischen Einflussnahme bei Steuervollzug und Bürgschaftspraxis der CDU-Landesregierung, insbesondere gegenüber der Firmengruppe Michels[24]

## 13. Wahlperiode (2004–2009)
In der 13. Wahlperiode wurden keine Untersuchungsausschüsse eingesetzt.

## 14. Wahlperiode (2009–2012)
1. Untersuchungsausschuss „Grube Reden“[25]
2. Untersuchungsausschuss „Unternehmerische Einflussnahme auf die Regierungsbildung des Saarlandes nach den Landtagswahlen 2009“ („Landtagswahlen 2009“)[26]

## 15. Wahlperiode (2012–2017)
1. Untersuchungsausschuss „Stiftung Saarländischer Kulturbesitz – Bau des IV. Museumspavillon“ („IV. Pavillon“)[27]
2. Untersuchungsausschuss „Meeresfischzucht Völklingen“[28]
3. Untersuchungsausschuss „Grubenwasser“ [5.37], Entscheidungsgründe der Landesregierung im Zusammenhang mit der Grubenwasserhaltung im Saarland – Berücksichtigung von Gefahren für Mensch und Umwelt; Eingesetzt am 18. März 2015, Einsetzung: Drs. 15/1293 à 35. Plenarsitzung (18. März 2015), Weitere Anträge: Drs.: 15/1297-neu u. Drs. 15/1394 (Besetzung d. U-Ausschusses), Drs. 15/1303 (Erweiterung/Konkretisierung), Ein Abschlussbericht wurde nicht vorgelegt.

## 16. Wahlperiode (2017–)
1. Untersuchungsausschuss „Parteipolitische Einflussnahme auf die Institutionen des Sportes und der Sportförderung, Transparenz der Mittel-Vergabe und Kontrolle der bestimmungsgemäßen und rechtmäßigen Verwendung der Mittel“ („System der Sportförderung im Saarland“)[29]
2. Untersuchungsausschuss „Verdachtsfälle von Missbrauch in der Kinder- und Jugendpsychiatrie Homburg“[30][31]